# 索爾茲伯里
索爾茲伯里（/ˈsɔːlzbərɪ/ SAWLZ-berry，西部口音：/ˈsɔːzbri/ SAWZ-bree）是一个位于英格兰威尔特郡唯一的市，位于威尔特郡东南部，索爾茲伯里平原边缘。以40 302的人口成为全郡第三大聚居地。
納德河、艾博河、懷利河、伯恩河和及伯恩河匯入的主幹道雅芳河五條河流在此地匯集，而索爾茲伯里火車站也是西英格蘭幹線和韋塞克斯幹線的交匯處。
市内的索爾茲伯里大教堂是英国最高的主教座堂。聯合國教科文組織評定的世界文化遗产史前巨石阵位于此地，遺址老塞勒姆也是有名的旅遊聖地。

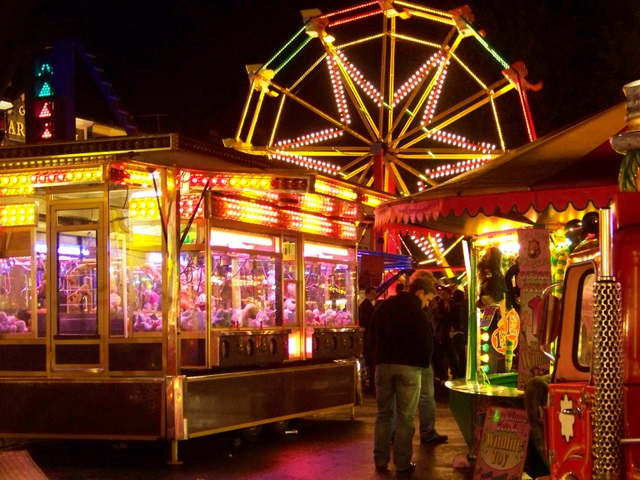
索爾茲伯里遊樂場
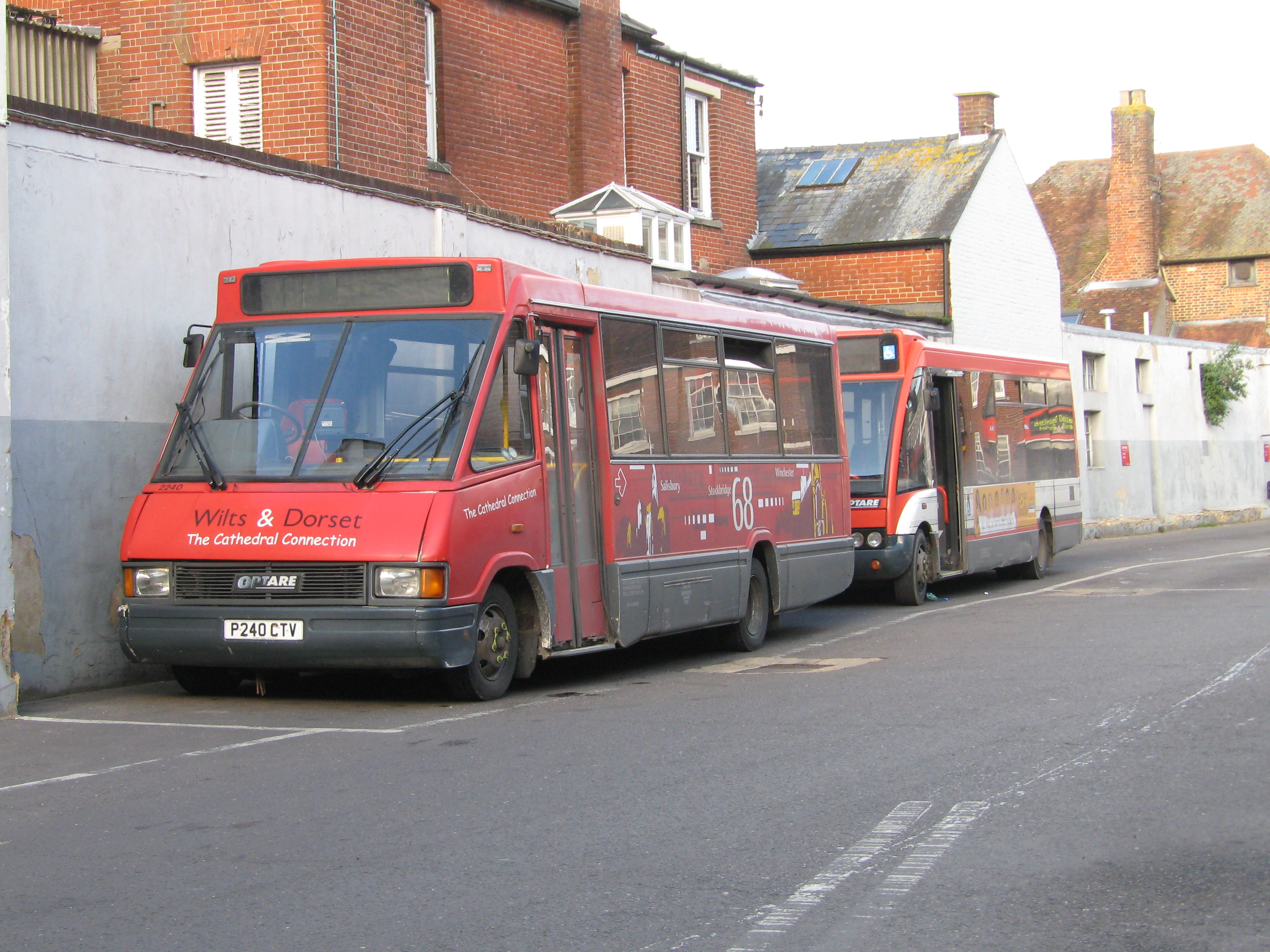
私營巴士
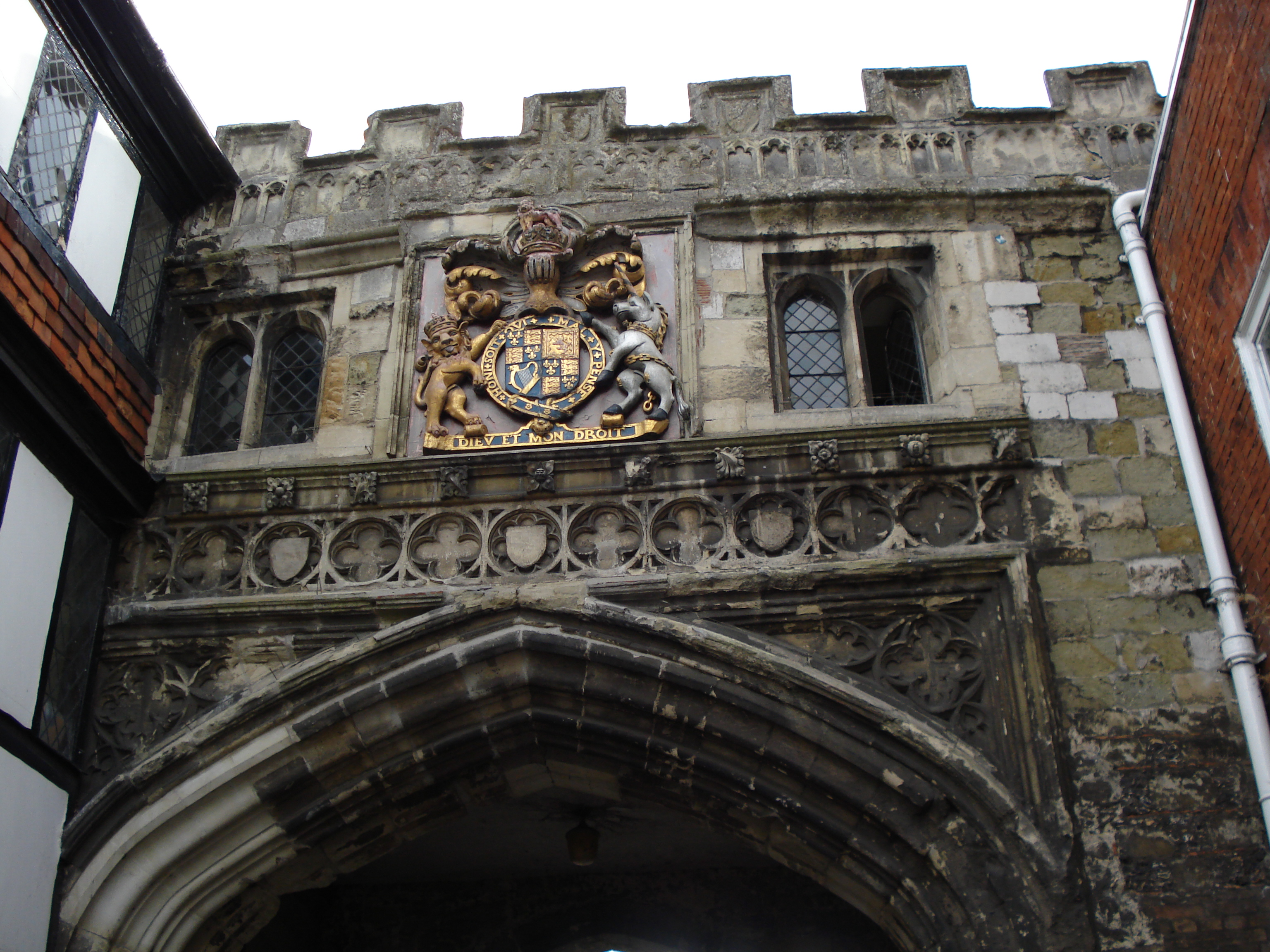
伯爵堂
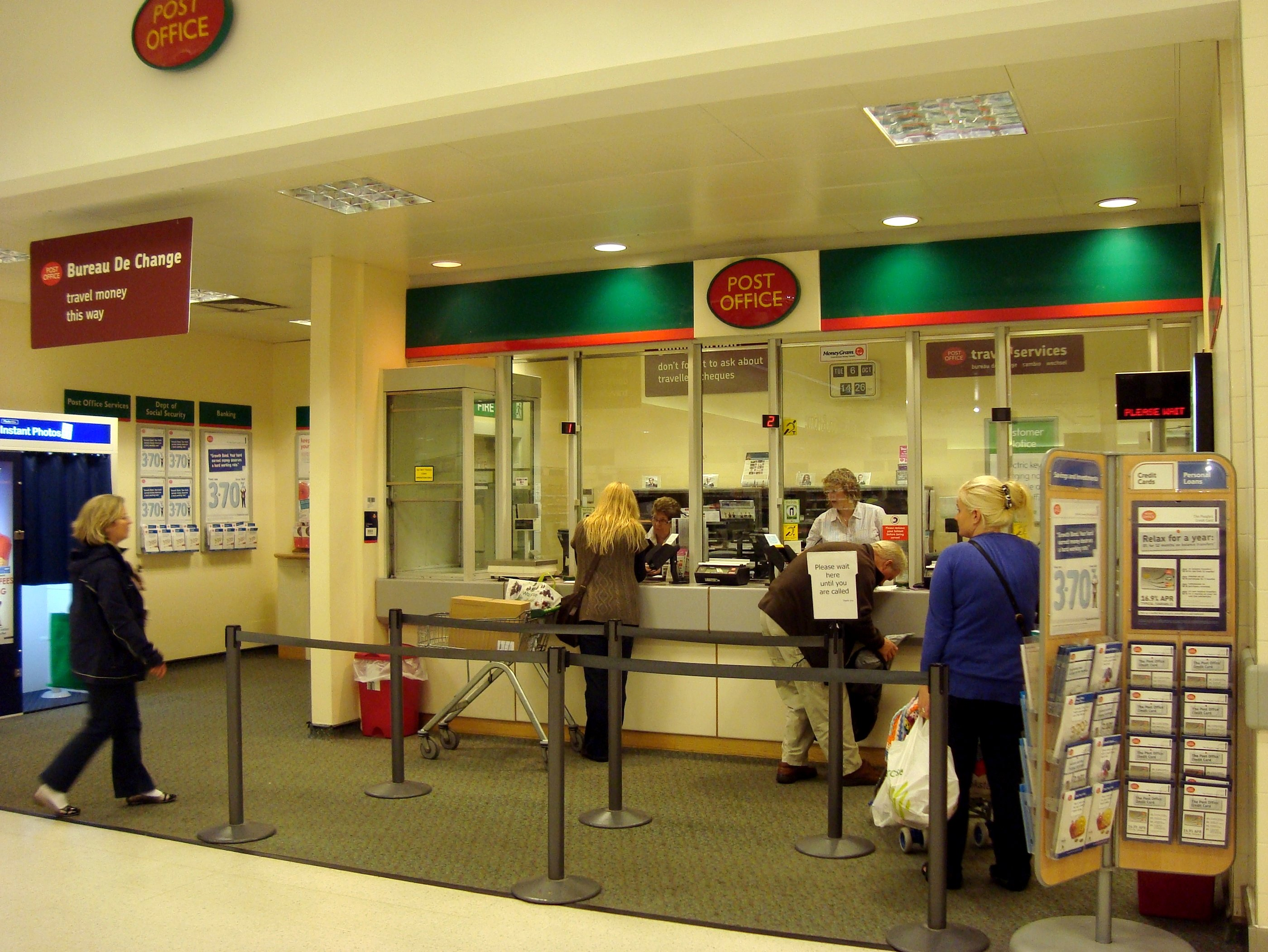
索爾茲伯里郵局
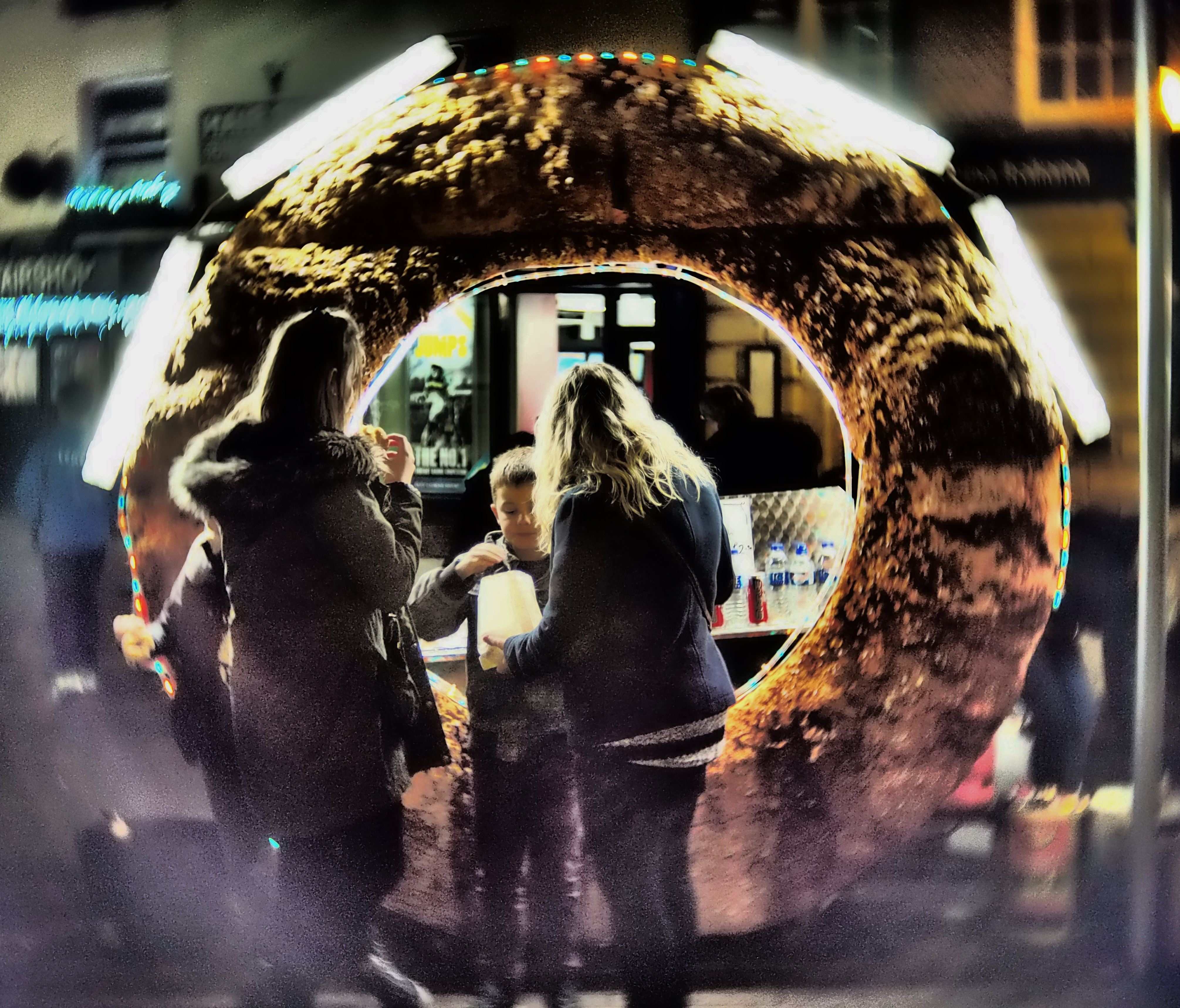
Wiltshire街
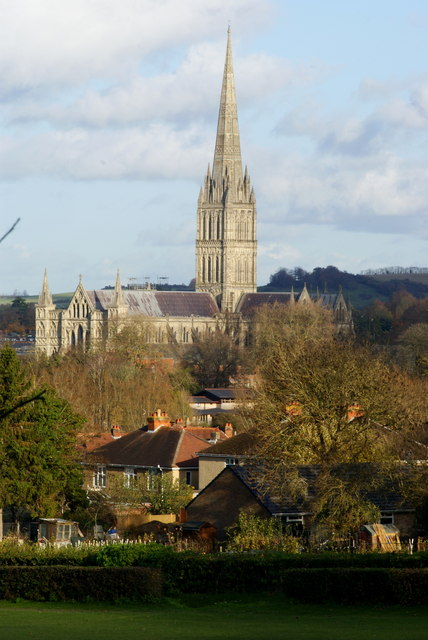
索爾茲伯里大教堂

## 外部連結
- 维基导游上有關Salisbury (England)的旅行指南
- 中的“Salisbury”
- Official tourism website （页面存档备份，存于）
- Let Me Tell You: Salisbury （页面存档备份，存于）- a BBC film about life in the city in 1967 at BBC Wiltshire （页面存档备份，存于）
- Historic Salisbury photos （页面存档备份，存于） at BBC Wiltshire （页面存档备份，存于）